# Головкинский, Николай Алексеевич
Николай Алексеевич Головкинский (17 (29) ноября 1834, Ядрин, Казанская губерния — 9 (21) июня 1897, Профессорский уголок, Алушта) — русский геолог и гидрогеолог, доктор геологии и минералогии, преподаватель Императорского Казанского университета, профессор и ректор Императорского Новороссийского университета.

## Биография
Родился 17 (29) ноября 1834 в уездном городке Ядрин Казанской губернии в семье следователя земского суда. За усердие в службе отец Николая был награждён орденом Святой Анны 3-й степени и пожалован в дворянство, что дало право его детям обучаться в университете. А семья была большой — пять сыновей и две дочери.
Вначале Николая определили на учёбу в частный пансион Бруна, затем во 2-ю гимназию города Казани. Однако полного курса не окончил и экзамены в гимназии сдавал экстерном.
1 (13) сентября 1851 года был зачислен вольным слушателем на медицинский факультет Казанского университета. Через год он сдал вступительные экзамены, а спустя два с половиной года, разочаровавшись в выбранной специальности, написал прошение об отчислении из университета. Вскоре он стал унтер-офицером Уланского сводного полка: шла Восточная война, боевые действия которой перенеслись в Россию, в Крым. Из Казани в Севастополь, на защиту Отечества, шёл Николай Алексеевич с большой охотой. За участие в Крымской кампании он был награждён памятной бронзовой медалью на Андреевской ленте и в звании поручика демобилизован в феврале 1857 года. Знакомство с Крымом у Николая Алексеевича состоялось, таким образом, в сложной обстановке войны: он был участником Кадыкойского (Балаклавского) сражения 13 (25) октября 1854 года.
Выйдя в отставку, 23-летний Н. Головкинский вновь поступил в Императорский Казанский университет вольным слушателем, но уже на естественное отделение физико-математического факультета. Став затем студентом, Николай Головкинский первые два курса учился с такой интенсивностью, что родители беспокоились за его здоровье. Получив блестящую подготовку, благодаря одарённым педагогам и собственному усердию, Николай Алексеевич окончил Императорский Казанский университет в 1861 году со степенью кандидата и был оставлен в должности хранителя музея при минералогическом кабинете. Для выпускника это было довольно почётно и солидно. A в 1862 году его командировали на стажировку в Германию, откуда потом он уехал в столицу Франции — Париж.
B 1864—1865 учебном году H. Головкинский становится приват-доцентом Императорского Казанского университета, из которого он уехал за рубеж и в который вернулся спустя два года. За это время молодой учёный твёрдо решил заниматься именно геологией, a не химией, к чему его склонял академик A. М. Бутлеров, ставший ректором в Казани. Свою магистерскую диссертацию H. Головкинский защитил в мае 1865 года на местном, волжском материале. Через два года учёный становится действительным членом Петербургского минералогического общества, a в 1868 году в «Материалах для геологии России» публикует свою известную работу «O пермской формации в центральной части Камско-Волжского бассейна».
Она явилась принципиально новым словом в геологической науке, так как впервые указывала на роль колебательных движений при накоплении геологических осадков. Не всем тогда это было понятно, как не каждому учёному сегодня доступны идеи актуалистической геодинамики в геологии. За год до этой публикации Николай Алексеевич был избран профессором, защитив докторскую диссертацию по Камско-Волжским отложениям. A в ноябре 1871 года учёный переходит на работу в Новороссийский университет.

### Новороссийский университет
В Одессе работали в то время выдающиеся представители российской науки: И. М. Сеченов, А. О. Ковалевский, И. И. Мечников, В. В. Марковников. В таком созвездии мировых имён Н. Головкинский приступает к работе в качестве профессора по кафедре минералогии, а в апреле 1877 года Совет университета единодушно избирает Николая Алексеевича ректором. С большим нетерпением учёный ожидал, когда закончится срок его административной деятельности: это серьёзно отрывало его от научной работы. Ровно через четыре года Н. Головкинский сложил с себя ректорские обязанности.
Ещё в 1874 году для своих ежегодных практических занятий со студентами Николай Алексеевич выбрал Крым. В марте 1876 года он сообщал другу, врачу А. Е. Голубеву: «В мае я намерен сделать в сопровождении студентов экскурсию в Крым по маршруту Ялта, Кастель, Чатыр-Даг, Бахчисарай, имеющую продолжение 6 дней». A после VII съезда русских естествоиспытателей и врачей, проходившего в августе 1883 года в Одессе, многие его участники приехали в Крым на экскурсию, которую также проводил Н. Головкинский. И в том же году Николай Алексеевич выпустил в Одессе работу «К геологии Крыма», которая явилась итогом его многолетних геологических исследований на полуострове и, как обычно для него, новым словом в науке.

### Жизнь в Крыму

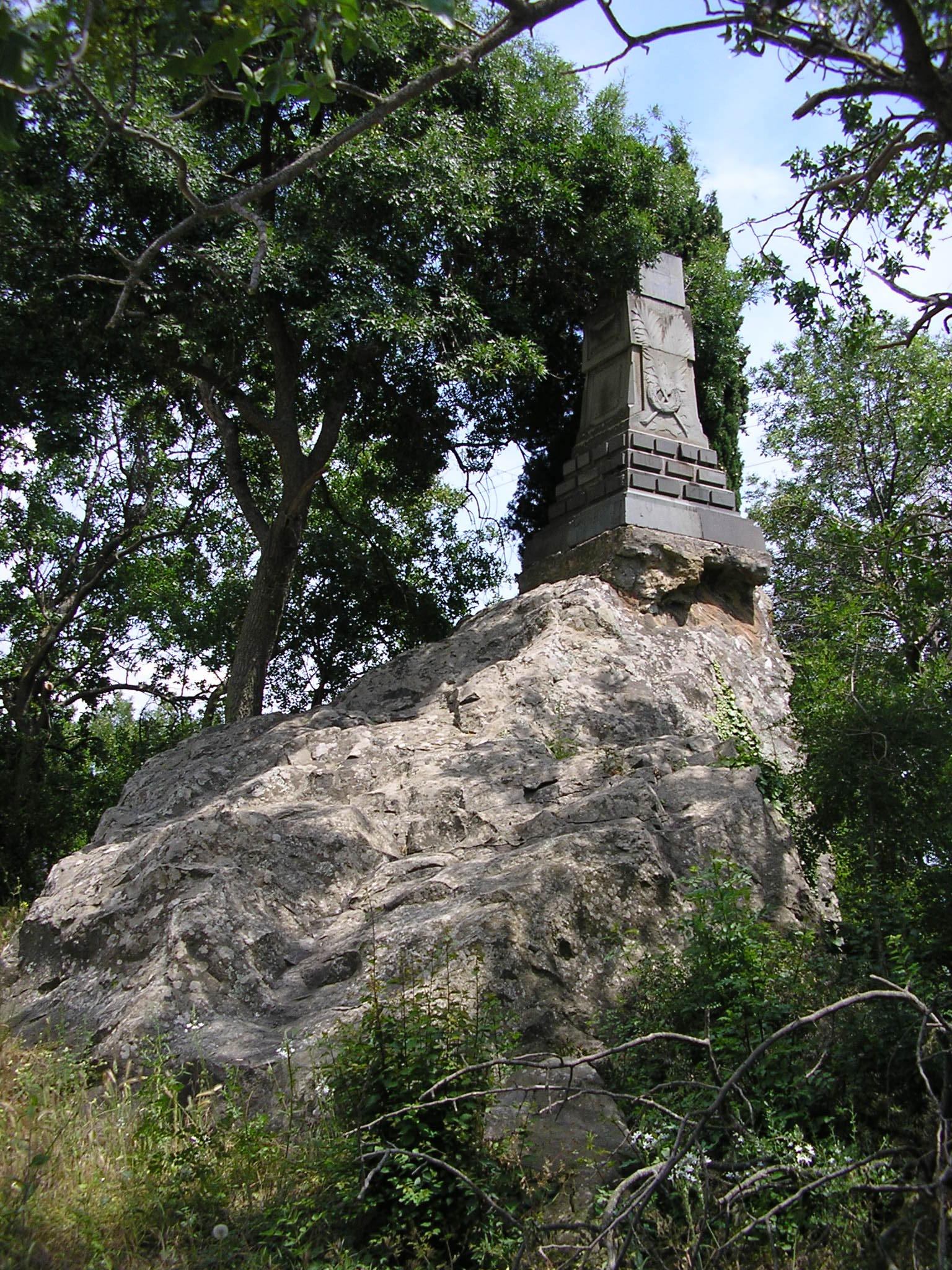
Памятный знак в честь профессора Н. А. Головкинского, Лазурное

В 1886 году, после 25 лет педагогической работы, Николай Алексеевич ушёл в отставку и окончательно перебрался из Одессы в Крым, где у него уже был особняк под Алуштой, пригодный для постоянного проживания. Это место у подножья горы Кастель называлось поначалу «Кастель-Приморский». После того, как рядом с домом H. А. Головкинского начали строить свои дачи многие видные учёные, местность получила название «Профессорский уголок». Ныне здесь, в посёлке Лазурном, дом Николая Алексеевича — один из немногих, сохранившихся с тех пор. Чудом сохранившийся, так как ошибочно едва не был снесён в самом начале XXI века.
Во время переезда H. А. Головкинского в Крым на полуострове ещё не было университета, и Николай Алексеевич с радостью принял должность главного гидрогеолога Таврической земской управы. Трудно сегодня оценить научный подвиг Николая Головкинского, сумевшего обследовать каждую горную речку, речушку и более или менее заметный водоток для составления карты естественного водоснабжения Крыма. Немало внимания учёный уделил также изысканиям артезианских, глубинных запасов воды. Он предложил создать первую в России артезианскую станцию, которую и основали в Саках.
Н. А. Головкинский первым пришёл к выводу о том, что гребень Главной гряды Крымских гор в геологическом прошлом был коралловым рифом древнего океана («тепловодного моря»), существовавшего на месте полуострова Крым. В одной из экспедиций Николаю Алексеевичу здорово повезло в смежной профессии: в районе урочища Сотера (между Алуштой и Солнечногорским) он обнаружил останки мамонта.
Крымчане более всего благодарны Николаю Алексеевичу за два написанных им Путеводителя — по Крыму (издавался семь раз) и от Алушты до Севастополя. И ещё — за годовые отчёты 1887—1896 годов о гидрогеологических исследованиях в горном, предгорном и степном Крыму.
Умер Н. А. Головкинский 21 июня 1897 года в Профессорском уголке.

## Память
Его именем назван водопад, открытый учёным на склонах Бабуган-яйлы, на реке Узень-Баш.
В его честь близ горы Кастель воздвигнут памятник, ныне  Объект культурного наследия народов РФ регионального значения. Рег. № 911710829230005 (ЕГРОКН).
Имя учёного носит также естественная гранильня камня (береговые валуны оригинально обработаны морскими прибоями) в районе посёлка Лазурное под Алуштой и базы отдыха «Кастель».

## Научная деятельность
В 1868 H. А. Головкинский опубликовал в «Материалах для геологии России» свою известную работу «O пермской формации в центральной части Камско-Волжского бассейна». Она явилась принципиально новым словом в геологической науке, так как впервые указывала на роль колебательных движений при накоплении геологических осадков.
В 1867 р. Н. А. Головкинский представил докторскую диссертацию «О пермской формации в центральной части Камско-Волжского бассейна». В . получил степень доктора геологии и минералогии. Был избран экстраординарным, а через год ординарным профессором по кафедре геологии и палеонтологии.
В 1883 выпустил работу «К геологии Крыма», которая явилась итогом его многолетних геологических исследований на полуострове и новым словом в науке.
Н. А. Головкинский первым пришёл к выводу о том, что гребень Главной гряды Крымских гор в геологическом прошлом был коралловым рифом древнего океана («тепловодного моря»), существовавшего на месте полуострова Крым.

## Научные труды
- Две вступительные лекции, читанные в Новороссийском университете 7 и 9 марта . / Н. А. Головкинский // Зап. имп. Новорос. университета. −1872. — Т. 8. — С. 114—118.
- Мысли о прошедшем и будущем нашей планеты : публ. лекция, прочит. 6 дек. . / Н. А. Головкинский // Зап. имп. Новорос. университета. — 1876. — Т. 18, ч. Учёная. — С. 105—148.
- Результаты геологических изысканий и разведок на ископаемый уголь в окрестностях Балаклавы / Н. А. Головкинский // Зап. Новорос. о-ва естествоиспытателей. — 1883. — Т. 8, вып. 2. — С. 1-41.
- Гидрогеологические исследования в Таврической губернии / Н. А. Головкинский // Новорос. календарь на . — Одесса, 1890.
- Краткий гидрогеологический очерк Днепровского уезда / Н. А. Головкинский. — Симферополь, 1892. — 23 с.